# Michael Flegler
Michael Flegler (ur. 11 grudnia 1972) – niemiecki szpadzista, trzykrotny medalista mistrzostw świata.
W 1992 roku zdobył indywidualnie złoty medal na mistrzostwach świata juniorów w Genui.
Podczas mistrzostw świata w Atenach w 1994 roku Niemcy w składzie: Michael Flegler, Arnd Schmitt, Elmar Borrmann i Mariusz Strzałka zdobyli srebrny medal w turnieju drużynowym. W tej samej konkurencji zdobył również złoty medal na mistrzostwach świata w Hadze w 1995 roku i kolejny srebrny na mistrzostwach świata w Kapsztadzie dwa lata później.
Nigdy nie wziął udziału w igrzyskach olimpijskich.
Zdobył złoty medal w szpadzie indywidualnej na mistrzostwach Europy w Lizbonie w 1992, srebrny w szpadzie drużynowej na mistrzostwach Europy w Koblencji w 2001 oraz brązowe: indywidualnie na mistrzostwach Europy w Krakowie w 1994 i drużynowo na mistrzostwach Europy w Bolzano w 1999.